# 泰穆尔·拉迪亚波夫
泰穆尔·拉贾博夫（1987年3月12日—），阿塞拜疆国际象棋棋手。
2001年3月，14岁的拉贾博夫便获得了国际象棋特级大师头衔，使他成为当时历史上第二年轻的特级大师。2003年，不到16岁的他执黑击败棋王加里·卡斯帕罗夫，使他成为七年内首个在积分比赛中完成此任务的棋手。而直至卡斯帕罗夫两年后退役为止，也再没有棋手能完成这一成就。拉贾博夫还于2012年、2013年两度进入世界冠军挑战者资格赛。